# 3D PLUS
3D PLUS est une société française  qui conçoit et fabrique des composants électroniques. Sa spécialité est la conception et la réalisation de composants à haute densité obtenus par empilement vertical. Les principaux utilisateurs se situent dans le secteur aérospatial en particulier dans le domaine spatial. Une diversification est en cours dans le domaine médical. La société, dont le siège se situe à Buc près de Versailles en région parisienne, a été créée en 1995 à partir d'une activité cédée par la société d'électronique française Thomson-CSF (Thales en 2021). En 2011 elle est rachetée par la société américaine HEICO qui réunit une quarantaine d'entreprises travaillant principalement dans la réalisation de pièces de rechange pour l'aérospatiale et sur des niches dans le domaine de l'avionique et du médical.

## Activité
3D PLUS réalise en 2019 un chiffre d'affaires de 58 millions € (24 millions € en 2012) et emploie environ 200 personnes. Elle exporte la majeure partie de sa production. La même année elle reprend les activités de la société BERNIER concepteur et fabricant de connecteurs pour environnement sévère qui emploie une quarantaine de personnes et est basée à Brétigny-sur-Orge. 

## Produits
Les produits de 3D Plus comprennent différents types de composants électroniques à haute densité :
- Microprocesseurs durcis
- Mémoires électroniques durcies
- Interfaces durcis
- Convertisseurs durcis
- Têtes de caméras durcies
- etc.